# Campus UNED Guinea Ecuatorial
Pese a la paulatina consolidación del sistema de educación reglada y pública en el territorio ecuatorial, a la fecha de la independencia se carecía de estudios superiores, aunque sí había formación técnica especializada como magisterio o el Instituto de Estudios de Administración Local-IEAL (precursor del Instituto Administración Pública-INAP). No será hasta la década de los 80 en que empezará a operar una institución de educación superior en Guinea Ecuatorial en el marco de los acuerdos de cooperación bilateral cumpliendo con la función al servicio de la sociedad de priorizar «la difusión, la valorización y la transferencia del conocimiento al servicio de la cultura, de la calidad de la vida, y del desarrollo económico».

## Historia
Tempranamente, el Convenio cultural entre el Reino de España y la República de Guinea Ecuatorial, de 12 de octubre de 1969, ya recogía el compromiso de «permanencia por períodos determinados, en el territorio de la otra, de investigadores o profesores de cualquier nivel de enseñanza, que se propongan efectuar prácticas, estudios de ampliación o tareas de investigación, en los correspondientes Centros o Establecimientos del país respectivo».
En 1972, se crea en España la Universidad Nacional de Educación a Distancia-UNED, incluyendo en su ámbito de actuación «aquellos lugares del extranjero donde lo aconsejen razones demográficas, culturales, educativas o investigadoras», pero no es hasta finales de la década que en el esfuerzo de reconstrucción nacional se prioriza la educación, quedando recogido ese compromiso en el Tratado de Amistad y Cooperación entre la República de Guinea Ecuatorial y España, de 23 de octubre de 1980. Así, sumado al Acuerdo complementario en materia de educación entre el Gobierno de la República de Guinea Ecuatorial y el Gobierno del Reino de España, de 17 de octubre de 1980, se sentaron las bases de la cooperación educativa, en todos los sectores de la enseñanza.
Finalmente, para el desarrollo de estos acuerdos, el 26 de junio de 1981 se firmó en Malabo el Protocolo entre el Ministerio de Educación de España y el Ministerio de Educación, Cultura, Juventud y Deportes de Guinea Ecuatorial, por el que se resolvió establecer un Centro de Enseñanza Superior en Guinea Ecuatorial de la Universidad Nacional de Educación a Distancia de España a fin de dar satisfacción a las necesidades de formación del momento, priorizando inicialmente filología hispánica (dirigida al magisterio) y derecho (dirigido a empleados públicos) para fortalecer la administración pública. Posteriormente se le sumará ciencias económicas y empresariales para dinamizar la iniciativa empresarial y productiva. La ceremonia de inauguración se realizó en octubre de 1981, con casi medio centenar de estudiantes guineanos que habían iniciado estudios en la UNED a mediados del curso anterior (1980-1981). Ese mismo año, 1981, la UNED recibió el encargo del Banco Mundial de ser núcleo del sistema educativo superior y contribuir a la creación de una universidad guineana.  
Los primeros años se impartió docencia presencial a través de una extensa red de profesores-tutores, hasta que en 1995 se constituyó la Universidad Nacional de Guinea Ecuatorial-UNGE, volviendo paulatinamente la UNED en su Campus de Guinea Ecuatorial a dinámicas propias de educación a distancia.

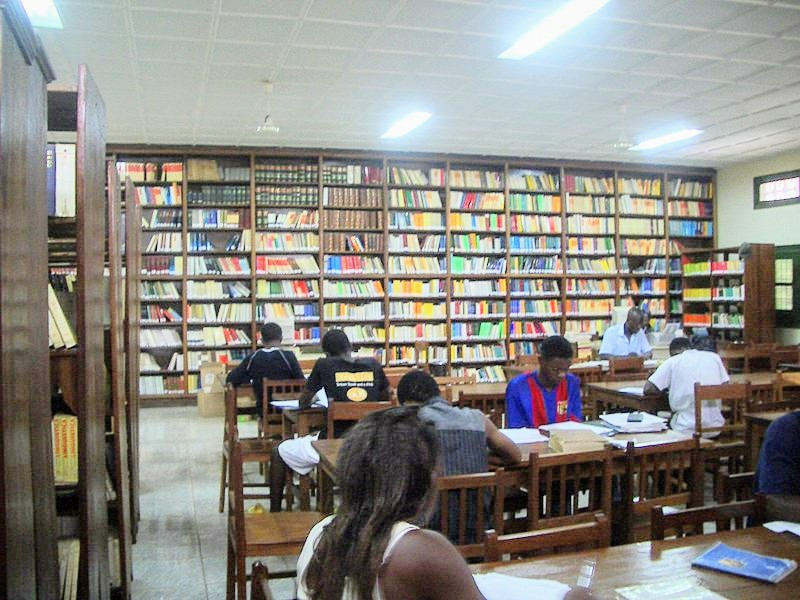
Sede de la UNED en la Escuela Nacional de Agricultura-ENA (2005)

Pese a esos cambios, en el curso 2010‐2011 se alcanzó el techo de 1.724 estudiantes (incluyendo más de 400 que realizaron las pruebas de acceso), manteniéndose actualmente un flujo creciente de estudiantes de grado, postgrado e idiomas que acceden a la totalidad de la oferta educativa de la Universidad.
| 261 |

|  |

|  |

|  |

|  |

|  |

|  |

|  |

|  |

| 261 |

|  |

|  |

|  |

|  |

|  |

|  |

|  |

|  |

| 231 |

|  |

|  |

|  |

|  |

|  |

|  |

|  |

|  |

| 231 |

|  |

|  |

|  |

|  |

|  |

|  |

|  |

|  |

| 215 |

|  |

|  |

|  |

|  |

|  |

|  |

|  |

|  |

| 215 |

|  |

|  |

|  |

|  |

|  |

|  |

|  |

|  |

| 193 |

|  |

|  |

|  |

|  |

|  |

|  |

|  |

|  |

| 193 |

|  |

|  |

|  |

|  |

|  |

|  |

|  |

|  |

| 186 |

|  |

|  |

|  |

|  |

|  |

|  |

|  |

|  |

| 186 |

|  |

|  |

|  |

|  |

|  |

|  |

|  |

|  |

| 162 |

|  |

|  |

|  |

|  |

|  |

|  |

|  |

|  |

| 162 |

|  |

|  |

|  |

|  |

|  |

|  |

|  |

|  |

| 171 |

|  |

|  |

|  |

|  |

|  |

|  |

|  |

|  |

| 171 |

|  |

|  |

|  |

|  |

|  |

|  |

|  |

|  |

| 194 |

|  |

|  |

|  |

|  |

|  |

|  |

|  |

|  |

| 194 |

|  |

|  |

|  |

|  |

|  |

|  |

|  |

|  |

| 196 |

|  |

|  |

|  |

|  |

|  |

|  |

|  |

|  |

| 196 |

|  |

|  |

|  |

|  |

|  |

|  |

|  |

|  |

| 193 |

|  |

|  |

|  |

|  |

|  |

|  |

|  |

|  |

| 193 |

|  |

|  |

|  |

|  |

|  |

|  |

|  |

|  |

| 199 |

|  |

|  |

|  |

|  |

|  |

|  |

|  |

|  |

| 199 |

|  |

|  |

|  |

|  |

|  |

|  |

|  |

|  |

| 190 |

|  |

|  |

|  |

|  |

|  |

|  |

|  |

|  |

| 190 |

|  |

|  |

|  |

|  |

|  |

|  |

|  |

|  |

| 287 |

|  |

|  |

|  |

|  |

|  |

|  |

|  |

|  |

| 287 |

|  |

|  |

|  |

|  |

|  |

|  |

|  |

|  |

| 261 |

|  |

|  |

|  |

|  |

|  |

|  |

|  |

|  |

| 261 |

|  |

|  |

|  |

|  |

|  |

|  |

|  |

|  |

| 231 |

|  |

|  |

|  |

|  |

|  |

|  |

|  |

|  |

| 231 |

|  |

|  |

|  |

|  |

|  |

|  |

|  |

|  |

| 215 |

|  |

|  |

|  |

|  |

|  |

|  |

|  |

|  |

| 215 |

|  |

|  |

|  |

|  |

|  |

|  |

|  |

|  |

| 193 |

|  |

|  |

|  |

|  |

|  |

|  |

|  |

|  |

| 193 |

|  |

|  |

|  |

|  |

|  |

|  |

|  |

|  |

| 186 |

|  |

|  |

|  |

|  |

|  |

|  |

|  |

|  |

| 186 |

|  |

|  |

|  |

|  |

|  |

|  |

|  |

|  |

| 162 |

|  |

|  |

|  |

|  |

|  |

|  |

|  |

|  |

| 162 |

|  |

|  |

|  |

|  |

|  |

|  |

|  |

|  |

| 171 |

|  |

|  |

|  |

|  |

|  |

|  |

|  |

|  |

| 171 |

|  |

|  |

|  |

|  |

|  |

|  |

|  |

|  |

| 194 |

|  |

|  |

|  |

|  |

|  |

|  |

|  |

|  |

| 194 |

|  |

|  |

|  |

|  |

|  |

|  |

|  |

|  |

| 196 |

|  |

|  |

|  |

|  |

|  |

|  |

|  |

|  |

| 196 |

|  |

|  |

|  |

|  |

|  |

|  |

|  |

|  |

| 193 |

|  |

|  |

|  |

|  |

|  |

|  |

|  |

|  |

| 193 |

|  |

|  |

|  |

|  |

|  |

|  |

|  |

|  |

| 199 |

|  |

|  |

|  |

|  |

|  |

|  |

|  |

|  |

| 199 |

|  |

|  |

|  |

|  |

|  |

|  |

|  |

|  |

| 190 |

|  |

|  |

|  |

|  |

|  |

|  |

|  |

|  |

| 190 |

|  |

|  |

|  |

|  |

|  |

|  |

|  |

|  |

| 287 |

|  |

|  |

|  |

|  |

|  |

|  |

|  |

|  |

| 287 |

|  |

|  |

|  |

|  |

|  |

|  |

|  |

|  |

| 261 |

|  |

|  |

|  |

|  |

|  |

|  |

|  |

|  |

| 261 |

|  |

|  |

|  |

|  |

|  |

|  |

|  |

|  |

| 231 |

|  |

|  |

|  |

|  |

|  |

|  |

|  |

|  |

| 231 |

|  |

|  |

|  |

|  |

|  |

|  |

|  |

|  |

| 215 |

|  |

|  |

|  |

|  |

|  |

|  |

|  |

|  |

| 215 |

|  |

|  |

|  |

|  |

|  |

|  |

|  |

|  |

| 193 |

|  |

|  |

|  |

|  |

|  |

|  |

|  |

|  |

| 193 |

|  |

|  |

|  |

|  |

|  |

|  |

|  |

|  |

| 186 |

|  |

|  |

|  |

|  |

|  |

|  |

|  |

|  |

| 186 |

|  |

|  |

|  |

|  |

|  |

|  |

|  |

|  |

| 162 |

|  |

|  |

|  |

|  |

|  |

|  |

|  |

|  |

| 162 |

|  |

|  |

|  |

|  |

|  |

|  |

|  |

|  |

| 171 |

|  |

|  |

|  |

|  |

|  |

|  |

|  |

|  |

| 171 |

|  |

|  |

|  |

|  |

|  |

|  |

|  |

|  |

| 194 |

|  |

|  |

|  |

|  |

|  |

|  |

|  |

|  |

| 194 |

|  |

|  |

|  |

|  |

|  |

|  |

|  |

|  |

| 196 |

|  |

|  |

|  |

|  |

|  |

|  |

|  |

|  |

| 196 |

|  |

|  |

|  |

|  |

|  |

|  |

|  |

|  |

| 193 |

|  |

|  |

|  |

|  |

|  |

|  |

|  |

|  |

| 193 |

|  |

|  |

|  |

|  |

|  |

|  |

|  |

|  |

| 199 |

|  |

|  |

|  |

|  |

|  |

|  |

|  |

|  |

| 199 |

|  |

|  |

|  |

|  |

|  |

|  |

|  |

|  |

| 190 |

|  |

|  |

|  |

|  |

|  |

|  |

|  |

|  |

| 190 |

|  |

|  |

|  |

|  |

|  |

|  |

|  |

|  |

| 287 |

|  |

|  |

|  |

|  |

|  |

|  |

|  |

|  |

| 287 |

|  |

|  |

|  |

|  |

|  |

|  |

|  |

|  |

| 261 |

|  |

|  |

|  |

|  |

|  |

|  |

|  |

|  |

| 261 |

|  |

|  |

|  |

|  |

|  |

|  |

|  |

|  |

| 231 |

|  |

|  |

|  |

|  |

|  |

|  |

|  |

|  |

| 231 |

|  |

|  |

|  |

|  |

|  |

|  |

|  |

|  |

| 215 |

|  |

|  |

|  |

|  |

|  |

|  |

|  |

|  |

| 215 |

|  |

|  |

|  |

|  |

|  |

|  |

|  |

|  |

| 193 |

|  |

|  |

|  |

|  |

|  |

|  |

|  |

|  |

| 193 |

|  |

|  |

|  |

|  |

|  |

|  |

|  |

|  |

| 186 |

|  |

|  |

|  |

|  |

|  |

|  |

|  |

|  |

| 186 |

|  |

|  |

|  |

|  |

|  |

|  |

|  |

|  |

| 162 |

|  |

|  |

|  |

|  |

|  |

|  |

|  |

|  |

| 162 |

|  |

|  |

|  |

|  |

|  |

|  |

|  |

|  |

| 171 |

|  |

|  |

|  |

|  |

|  |

|  |

|  |

|  |

| 171 |

|  |

|  |

|  |

|  |

|  |

|  |

|  |

|  |

| 194 |

|  |

|  |

|  |

|  |

|  |

|  |

|  |

|  |

| 194 |

|  |

|  |

|  |

|  |

|  |

|  |

|  |

|  |

| 196 |

|  |

|  |

|  |

|  |

|  |

|  |

|  |

|  |

| 196 |

|  |

|  |

|  |

|  |

|  |

|  |

|  |

|  |

| 193 |

|  |

|  |

|  |

|  |

|  |

|  |

|  |

|  |

| 193 |

|  |

|  |

|  |

|  |

|  |

|  |

|  |

|  |

| 199 |

|  |

|  |

|  |

|  |

|  |

|  |

|  |

|  |

| 199 |

|  |

|  |

|  |

|  |

|  |

|  |

|  |

|  |

| 190 |

|  |

|  |

|  |

|  |

|  |

|  |

|  |

|  |

| 190 |

|  |

|  |

|  |

|  |

|  |

|  |

|  |

|  |

| 287 |

|  |

|  |

|  |

|  |

|  |

|  |

|  |

|  |

| 287 |

|  |

|  |

|  |

|  |

|  |

|  |

|  |

|  |

| \| \| | Campus UNED-EG |
|       |                |

|  |

| \| \| | Campus UNED-EG |
|       |                |

|  |

| \| \| | Ecuatoguineanos UNED-España |
|       |                             |

|  |

| \| \| | Ecuatoguineanos UNED-España |
|       |                             |

|  |

Igualmente, los Centros de la UNED de Malabo y Bata son centros examinadores para acceso al sistema universitario español (antigua selectividad), así como de idiomas (español, alemán, francés, chino, ruso, portugués...) conforme las directrices del Marco Común Europeo de Referencia para las Lenguas (MCER).
La influencia de décadas de presencia académica, ha marcado a varias generaciones, por lo que entre sus profesores-tutores y estudiantes han surgido muchos de los docentes de la actual UNGE e integrantes de la Academia Ecuatoguineana de la Lengua Española. Entre los ecuatoguineanos, por ejemplo: Anacleto Oló Mibuy, Presidente del Consejo de Investigaciones Científicas y Tecnológicas (CICTE), Carlos Nse Nsuga, Rector de la UNGE (2003-2015), Julián-Bibang Bibang Oyee, Vicepresidente de la AEGLE, Joaquín Mbana Nchama, exMinistro de Educación y Ciencia, o Mª Teresa Avoro Nguema Ebana, primera Rectora de la UNGE (1995 -1996).
Entre los españoles, Trinidad Jiménez, ministra de Asuntos Exteriores y Cooperación, Gloria Nistal Rosique, Directora del Centro Cultural de España en Malabo (2004-2008) o Gustau Nerín.

### Hitos
En coordinación con las autoridades de cooperación con Guinea Ecuatorial, los programas educativos de la UNED han contribuido a dotar a Guinea Ecuatorial de una referencia académica española en materia de enseñanza y extensión universitaria, constituyéndose los Centros de Bata y Malabo, con sus respectivas bibliotecas universitarias, como imprescindibles focos de actividad intelectual del país, complementando la formación universitaria de profesionales.
Actualmente la UNED integra el sistema de educación superior en Guinea Ecuatorial conjuntamente con la Universidad Nacional de Guinea Ecuatorial-UNGE (1995), la Universidad Afroamericana del África Central-AAUCA (2015) en Oyala, el campus en Malabo de la barcelonesa Fundación Universitaria Iberoamericana-FUNIBER en alianza con la cántabra Universidad Europea del Atlántico-UNEATLÁNTICO, y BANGE Business School (2021) en alianza con el Centro de Estudios Financieros-CEF de la Universidad a Distancia de Madrid-UDIMA. En julio de 2020, el Consejo Rector de la Universidad Complutense de Madrid-UCM aprobó la creación de la Escuela Complutense Africana-ECA, con sede en Malabo.
En cuanto a la implementación de los programas educativos de la UNED en el país:
- Firma el 26 de junio de 1981 del Protocolo a través del cual el Ministerio de Educación y Ciencia español y el Ministerio de Educación, Cultura, Juventudes y Deportes de la República de Guinea Ecuatorial resuelven establecer y organizar un centro de enseñanza superior de la Universidad Nacional de Educación a Distancia en Guinea Ecuatorial.
- Coloquio de Hispanistas Africanos en Malabo (febrero de 1985) por iniciativa del Centro Cultural Hispano-Guineano y del Centro asociado de la UNED, se convocó un encuentro entre hispanistas africanos y europeos.
- Edición (UNED, 1985) de Ekomo[16] de María Nsue Angüe, primera novela de autoría ecuatoguineana.
- Curso de metodología y enseñanza del español en Gabón (Libreville, marzo de 1985): El Ministerio de Educación Nacional de Gabón, por medio de la Embajada de España en Libreville, solicitó el concurso de las autoridades españolas para la organización de un "Stage National d'Espagnol",[17] recibiendo el encargo el Centro Asociado de la UNED en Malabo. Fue seguido por otros cursillos, cómo el organizado para profesores de español en Camerún (Bafoussam, mayo de 1985).Cartel de las “Jornadas de Antropología de Guinea Ecuatorial” (2008), que -junto a las del 2009- fueron preparatorias del curso de verano (2010) sobre “Perspectivas antropológicas sobre Guinea Ecuatorial”

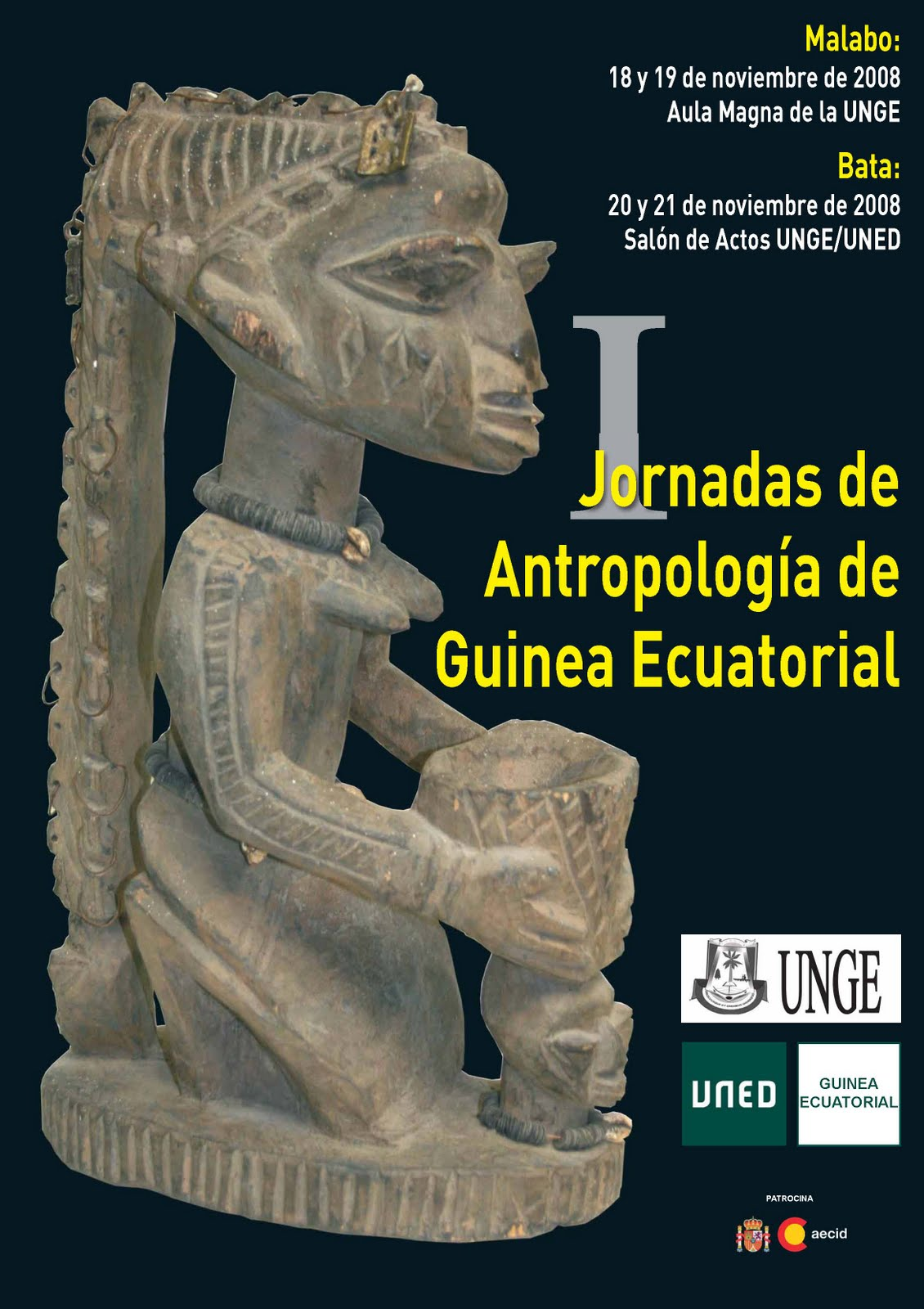
Cartel de las “Jornadas de Antropología de Guinea Ecuatorial” (2008), que -junto a las del 2009- fueron preparatorias del curso de verano (2010) sobre “Perspectivas antropológicas sobre Guinea Ecuatorial”

- Firma el 17 de enero de 1989 del Convenio a través del cual la UNED prestará asistencia técnica para la puesta en funcionamiento de la Escuela Nacional de Agricultura-ENA comprometiéndose a redactar los planes de estudios que integran las enseñanzas impartidas en la Escuela correspondientes a las ingenierías técnicas Agrícola, Forestal, Pesca, Industrial y de la Construcción y Obras Públicas; y a tener finalizados los planes de estudios en el plazo de un año.
- Edición (UNED, 1990) de El hombre y la costumbre del dramaturgo Pancracio Esono Mitogo, primera obra teatral conocida de un autor ecuatoguineano.
- En el curso 1992-1993 se constituye la Asociación Cultural de Alumnos de la UNED en Bata-ACAUB, dando inicio a diversas actividades culturales y de extensión universitaria. Entre otras, editarán trimestralmente la revista Horizontes[18] y desde febrero de 1993[19] elaborarán mensualmente el suplemento de Bata de la revista El Patio de Ediciones del Hispano-Guineano.
- Edición (UNED, 1995) de La lengua española en Guinea Ecuatorial, de Antonio Quilis y Celia Casado Fresnillo.
- Firma el 24 de octubre de 2000 de un convenio marco de colaboración entre la UNGE y la UNED previendo la posibilidad a programas de colaboración en la oferta académica, intercambio de material didáctico y bibliográfico, movilidad de investigadores y estudiantes, promoción de la investigación, coediciones y actividades de extensión universitaria.
- En 2006 y 2007 el Ministerio español de Educación y Ciencia-MEC encarga a la UNED la realización del "Curso de actualización didáctica para profesores de español" en Malabo, Bata y Luba, destinado a 120 profesores de español de la red pública de Guinea Ecuatorial.
- Edición (UNED, 2007) de Curso de lengua fang, de Julián-Bibang Bibang Oyee.
- Primeras[20] (2008) y Segundas[21] (2010) “Jornadas de Antropología de Guinea Ecuatorial”[22] organizadas conjuntamente con la UNGE.
- En el curso 2009-2010, la asignatura Antropología de los Pueblos de Guinea Ecuatorial se incorpora a la oferta académica del Departamento de Antropología Social y Cultural de la Facultad de Filosofía. impartida entre los años 2009 y 2019 por el profesor Juan Aranzadi, y de 2019 hasta la actualidad por el profesor Raúl Sánchez Molina.[23]

- Curso de verano (2010) sobre Perspectivas antropológicas sobre Guinea Ecuatorial.
- Durante los cursos 2010-2011 y 2011-2012,[24] los Centros de la UNED en Malabo y Bata participan en la selección[25] de los 100 becados por curso de grado a estudiantes de Guinea Ecuatorial otorgados por la Agencia Española de Cooperación Internacional (AECID) y la Conferencia de Rectores de las Universidades Españolas (CRUE).
- Durante los cursos 2010-2011 y 2011-2012,[26] los programas de Cooperación universitaria al desarrollo[27] de la UNED incluyen los Centros de Malabo y Bata en la convocatoria de voluntariado para proyectos de desarrollo.
- En 2010, el Centro asociado de Malabo se traslada al Complejo de la Cooperación Española por medio del Convenio de colaboración entre la Agencia Española de Cooperación Internacional para el Desarrollo y la Universidad Nacional de Educación a Distancia para la realización de prestaciones comunes en el Centro Cultural de España en Malabo.
- En junio de 2011, los centros de Bata y Malabo organizan[28] un Seminario Internacional UNED de Formación de Profesores-tutores universitarios.
- En el curso 2011-2012 se festejan los 30 años[29] de la UNED en Guinea Ecuatorial, recibiéndose la visita[30] del Rector Juan A. Gimeno.
- En 2018, coincidiendo con los 50 años de independencia, las bibliotecas de la Cooperación Española crean el Fondo Digital de Guinea Ecuatorial con publicaciones de la UNED y de Ediciones del Hispano-Guineano como acervo fundacional.
- Durante la situación de emergencia del 2020-2021, la UNED participa de la Respuesta Conjunta de la Cooperación Española a la Crisis del COVID-19 y en el caso del Campus de Guinea Ecuatorial articula el programa "UNED 100%", simultaneando soluciones convencionales y aplicaciones virtuales[31] para garantizar la continuidad de los procesos formativos y de evaluación.[32]
- En el curso 2021-2022,[33] coincidiendo con los 50 años de la UNED en España, el Ministerio de Universidades reguló la equiparación de las tasas universitarias[34] para los estudiantes extranjeros (lo que incluye a los ecuatoguineanos) a las que corresponden a los estudiantes españoles y residentes en España.
- En mayo de 2021, el campus ecuatoguineano de la UNED participa en la I Feria "Estudiar en España"[35] para los países del África Subsahariana, organizada por el Servicio Español para la Internacionalización de la Educación (SEPIE).
- En el curso 2022-2023 se implementa la valija virtual portátil para los exámenes realizados en las sedes de Bata y Malabo.[36]
- En septiembre de 2023, docencia en Malabo del curso “Contenidos, recursos y competencias en la enseñanza-aprendizaje del español”[37] como parte del programa de Acción Educativa Exterior para formación del profesorado extranjero de español.
- En junio de 2023, jornadas de verano "La UNED y Guinea: juntos desde 1981" en Malabo y Bata.
- En junio de 2024, firma del convenio de cooperación educativa entre la Agencia Española de Cooperación Internacional para el Desarrollo y la Universidad Nacional de Educación a Distancia para la realización de prácticas académicas externas curriculares no remuneradas,[38] incluyendo la Oficina de Cooperación Española en Malabo, el Centro Cultural en Bata y el de Malabo. El rector Juan A. Gimeno, con autoridades de la UNED y de la UNGE durante la visita institucional (2011) por los 30 años de los programas educativos de la Universidad en Guinea Ecuatorial.

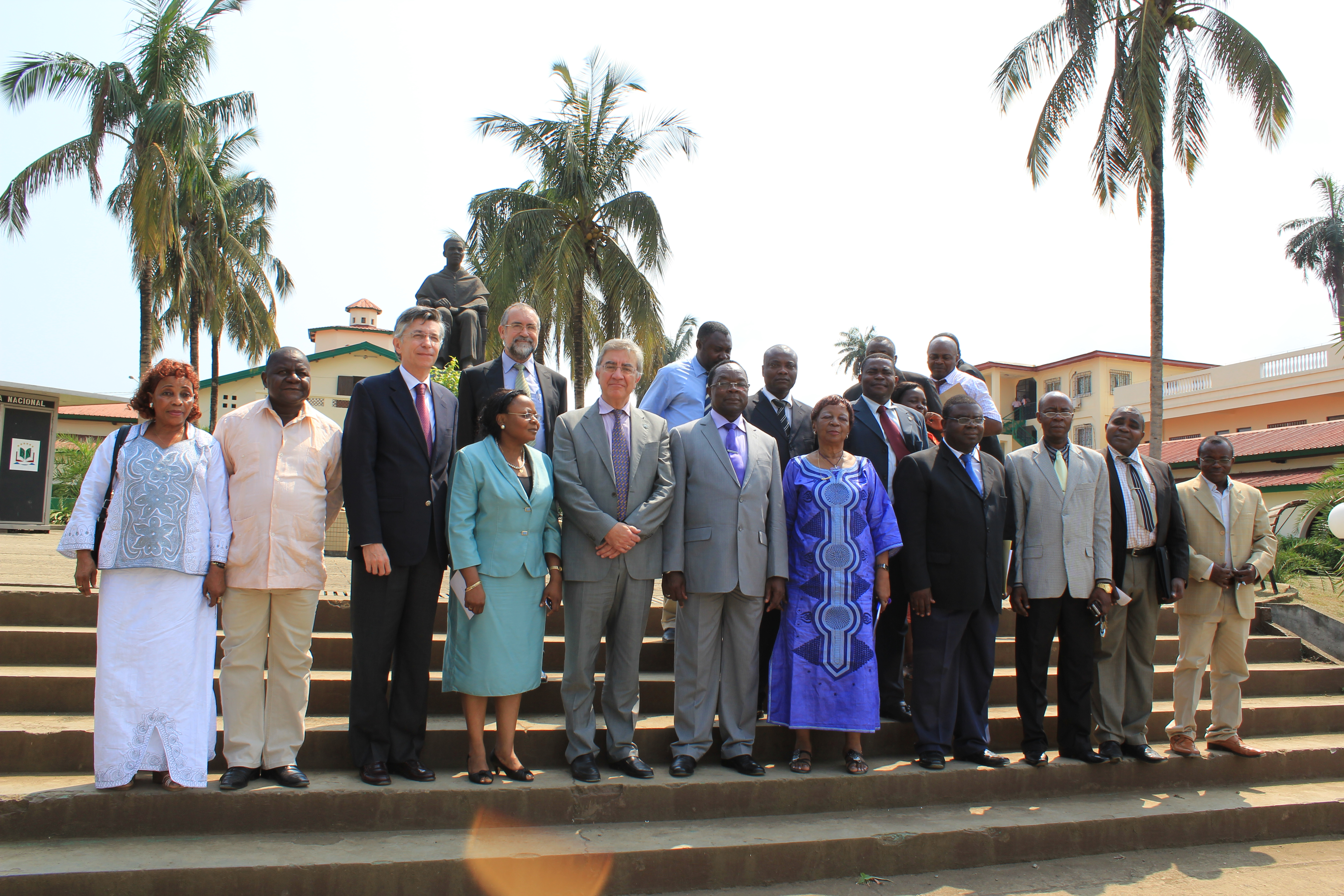
El rector Juan A. Gimeno, con autoridades de la UNED y de la UNGE durante la visita institucional (2011) por los 30 años de los programas educativos de la Universidad en Guinea Ecuatorial.

### Directores
La dirección  del campus ha alternado a lo largo de las décadas entre los directores de los Centros, la dirección del programa de la UNED o la dirección de programas educativos en el país. Surgen así diferentes autoridades como Vicente Granados Palomares, Julián Donado Vara, Luis de la Rasilla Sánchez-Arjona, Olegario Negrín Fajardo, Pío Navarro Alcalá-Zamora, Antonio Fabeiro Mosquera, José Luis Márquez Ocaña, Javier Varela Tortajada, María Victoria Soto Caba, Pilar Montes Palomino, Antonio Javier Manso Luengo, Alberto Argeo Dutil Blanco Mariano J. Melendo Pardos, y actualmente María Auxiliadora López Jiménez.

### Otras iniciativas
La UNED, con sendos Centros operativos en el Campus de Guinea Ecuatorial, así como en Ceuta y Melilla, el Campus de Canarias (Las Palmas de Gran Canaria, Lanzarote, Fuerteventura, Tenerife y La Palma) y presencia en Marruecos, es la universidad europea con mayor proyección en el continente africano. A su vez, y a nivel de coordinación académica los centros de Bata y Malabo se suman al Campus Sur de la UNED, creado en 2008, que aglutina a la red de diecisiete centros asociados en las comunidades autónomas de Andalucía y Canarias y las ciudades autónomas de Ceuta y Melilla.
En 2013, con el apoyo explícito del Consejo de Investigaciones Científicas y Tecnológicas-CICTE de Guinea Ecuatorial, se constituye el Centro de Estudios Afro‐Hispánicos de la UNED-CEAH. Es un centro de investigación y docencia adscrito a la UNED, con sede en Madrid, al que se le aplica la Ley 14/2011, de 1 de junio, de la Ciencia, la Tecnología y la Innovación. El mismo alberga la biblioteca de la desaparecida Fundación España-Guinea Ecuatorial.
Los colegios españoles en Guinea Ecuatorial (Colegio Español “Don Bosco” de Malabo y el Colegio Español de Bata) son entidades colaboradoras de la UNED.
Las bibliotecas universitarias de Bata y Malabo forman para de la red exterior de las Bibliotecas de la Administración General del Estado-BAGE. Cuenta Antonio Manso, director de los centros (2007-2012): "Las joyas de la institución son, sin duda, las bibliotecas. Su prestigio se inició nada más inaugurarlas y paulatinamente se fue agrandando por los servicios que ofrecían, especialmente el de préstamo gratuito de libros. Para los alumnos de todos los niveles del sistema educativo eran el único espacio iluminado a su alcance en el que podían leer con tranquilidad; su lugar de encuentro, de información, consulta y aprendizaje. En un país y en una época en la que no había posibilidad de acceder a las bibliote-cas virtuales, las de la UNED constituían para universitarios e investigadores la única reserva del patrimonio científico y cultural. Durante cuatro décadas han sido, y siguen siendo, las mejor dotadas de la nación, por encima de las que disponen instituciones privadas o públicas, incluida la Biblioteca Nacional."

## Sedes
Si bien en el momento de mayor expansión del Programa de la UNED en Guinea Ecuatorial, éste articuló una amplia red de antenas de extensión universitaria en ciudades y poblados y centros de apoyo como el de Luba o el de Evinayong, la sede inicialmente en Malabo compartía espacio con el Centro Cultural Hispano-Guineano. Y -a su vez- en ausencia del Centro Cultural de España en Bata (se creó en 2001) durante décadas su centro de Bata y la red de centros de apoyo sirvieron de implementadores locales de las extensiones culturales del CCH-G, y «con la inestimable colaboración de la UNED, que ya tenía un centro en Bata, se abrieron bibliotecas en Niefang, Mbini, Kogo y Ebebiyín».
Con la creación de la UNGE, la universidad se trasladó a los edificios de la misma: en el área insular en la Escuela Nacional de Agricultura-ENA y en la continental en la Escuela Universitaria de Formación del Profesorado. Para lo cual ambas universidades firmaron un convenio marco en el 2000, ya que el campus de la UNED en Guinea ecuatorial no se articula a través de simples centros asociados: «Los centros de la UNED en el exterior, que a diferencia de los centros asociados son parte de la estructura orgánica de la UNED y participan de su personalidad jurídica».
Actualmente, el Centro de la UNED en Malabo está dentro del complejo de la Cooperación Española, que alberga también al Centro Cultural de España, y el de Bata se mantiene en la Escuela Universitaria de la UNGE.